# Saint-Léger (Provenza-Alpi-Costa Azzurra)
Saint-Léger (in italiano, desueto, San Leger; in occitano, Sant Leugier) è un comune francese  di 57 abitanti (al 1º gennaio 2022) situato nel dipartimento delle Alpi Marittime nella regione della Provenza-Alpi-Costa Azzurra.

## Società

### Evoluzione demografica
Abitanti censiti